# Tisamenus summaleonilae
Tisamenus summaleonilae ist eine Gespenstschrecken-Art, die im Nordosten der philippinischen Insel Luzon heimisch ist.

## Merkmale
Tisamenus summaleonilae ist eine kleine, schlanke und wenig bestachelte Tisamenus-Art, von der bisher nur zwei adulte Männchen bekannt sind. Von den Erstbeschreibern der Art ist lediglich die Länge des zum Holotypus bestimmten Tieres mit 33,68 mm angegeben worden. Im Unterschied zu den ebenfalls sehr schlanken, aber deutlich größeren Männchen von Tisamenus polillo fehlen ihnen auf dem Pronotum die großen und dreiteiligen Stacheln (Pronatale). Diese sind bei ihnen sehr klein und eher höckerig. Der Vorderrand des Pronotums ist seitlich dornartig ausgezogen. Anders als bei Männchen von Tisamenus polillo und den ähnlich kleinen Männchen von Tisamenus kalahani ist ihr Meso- und Metathorax nicht parallelseitig, sondern verbreitert sich nach hinten, was dem gesamten Thorax ein keilförmiges Aussehen gibt. Das für die Gattung typische Dreieck auf dem Mesonotum ist bei den Männchen von Tisamenus summaleonilae groß und erreicht fast zwei Drittel der Mesonotumlänge. Die beiden hinteren Schenkel dieses Dreiecks sind deutlich erhaben. An den Mesopleuren befinden sich keine und an der Metapleuren nur sehr kleine Stacheln über den Coxen (Supracoxalstacheln). Auf dem Abdomen sind keinerlei Stacheln zu finden.

## Vorkommen, Entdeckung und Systematik
Die einzigen bekannten Tiere der Art sind zwei Männchen, die aus der im Nordosten Luzons gelegenen Provinz Isabela, genauer aus Sitio Apaya, im zur Stadtgemeinde San Mariano gehörigen Barangay Dibuluan stammen. Dort wurden sie im Juni 2005 von A.C. Diesmos in etwa 200 m Höhe gesammelt. Ireno L. Lit jr. und Orlando L. Eusebio beschrieben Tisamenus summaleonilae im selben Jahr anhand dieser Tiere zusammen mit Tisamenus kalahani. Beide Tiere sind in der entomologischen Sammlung des Museums of National History der Universität der Philippinen in Los Baños (UPLB) hinterlegt, das eine als Holotypus, das andere als Paratypus. Lit und Eusebio ordneten sowohl Tisamenus summaleonilae als auch Tisamenus kalahani der von James Abram Garfield Rehn und seinem Sohn John William Holman Rehn aufgestellten, bis dahin monotypischen Polillo-Gruppe zu. Der Artname „summaleonilae“ ist eine Kombination aus dem lateinischen Adjektiv „summus“, was hoch bedeutet und dem Vornamen von Dr. Leonila A. Corpuz-Raros, die wie die beschriebenen Tiere aus der Provinz Isabela stammt und eine hochgeschätzte Mentorin der Autoren ist. Die Kombination „summaleonilae“ soll deutlich machen, dass Dr. Raros die höchste Ehre für ihre Leistung als Wissenschaftlerin, Systematikerin und Akarologin verdient.